# Santa Catalina (Södra Ilocos)
Santa Catalina (Bayan ng Santa Catalina) är en kommun i Filippinerna. Kommunen ligger på ön Luzon, och tillhör provinsen Södra Ilocos. Folkmängden uppgår till 12 537 invånare.
Santa Catalina är indelat i 9 barangayer.